# まだ乾かない油絵に
『まだ乾かない油絵に』（まだかわかない あぶらえに）は、1978年5月1日に発売された五木ひろしのシングル。

## 解説
- 本作の作詞・作曲を担当したシンガーソングライターの小椋佳は、自身のアルバム『風の鏡』（1978年）で、タイトルを『まだ乾かない油絵の』として歌っている。
- 日本テレビ系ドラマ『哀愁 はてしなき愛』の主題歌。

## 収録曲
- 両楽曲共に、作詞・作曲：小椋佳／編曲：槌田靖識

1. まだ乾かない油絵に
2. 悪かったよ